# شیروکی (استان آمور)
شیروکی (به لاتین: Shiroky) یک منطقهٔ مسکونی در روسیه است که در استان آمور واقع شده‌است.